# Go Bo Diddley
Go Bo Diddley è il secondo album discografico (se si considera la compilation Bo Diddley del 1958) del musicista rock and roll Bo Diddley, pubblicato nel luglio 1959. L'album fu il primo LP di Bo per l'etichetta Checker Records. Nel 2012, il disco è stato inserito alla posizione numero 214 nella lista dei 500 migliori album di sempre redatta dalla rivista Rolling Stone, insieme alla compilation Bo Diddley.

## Tracce
- Tutti i brani sono opera di Ellas McDaniel (Bo Diddley), tranne I'm Sorry scritta in collaborazione con Alan Freed e Harvey Fuqua.

Lato 1
1. Crackin' Up – 2:41
2. I'm Sorry – 2:30
3. Bo's Guitar – 2:38
4. Willie and Lillie – 2:34
5. You Don't Love Me (You Don't Care) – 2:36
6. Say Man – 2:30

Lato 2
1. The Great Grandfather – 2:40
2. Oh Yea – 2:30
3. Don't Let It Go – 2:36
4. Little Girl – 2:35
5. Dearest Darling – 2:32
6. The Clock Strikes Twelve – 2:35

## Formazione
- Bo Diddley – voce, chitarra; violino in The Clock Strikes Twelve
- Peggy Jones – chitarra, cori
- Jerome Green – voce in Say Man, maracas
- Willie Dixon – basso
- Clifton James – batteria
- Frank Kirkland – batteria
- Billy Boy Arnold  – armonica a bocca in You Don't Love Me (You Don't Care) e Little Girl
- Lafayette Leake – pianoforte
- Otis Spann – pianoforte